# Судзуки, Сосаку
Сосаку Судзуки (яп. 鈴木 宗作 Судзуки Со:саку, 27 сентября 1891 — 19 апреля 1945) — генерал японской императорской армии.
Сосаку Судзуки родился в 1891 году в префектуре Айти. В 1912 году закончил Рикугун сикан гакко, в 1921 году — Рикугун дайгакко. С 1922 по 1925 годы находился в Германии, в 1927 году был произведён в капитаны, с 1928 года служил в Министерстве армии.
В 1933 году Сосаку Судзуки был переведён в Квантунскую армию, и три года возглавлял Кэмпэйтай в Маньчжурии. В 1935 году возглавил 4-й пехотный полк.
После начала японо-китайской войны Сосаку Судзуки быстро стал генерал-майором, служил заместителем начальника штаба Центрально-Китайской экспедиционной армии. После расформирования армии занимал различные посты в Генеральном штабе, в марте 1941 года был произведён в генерал-лейтенанты, а в ноябре 1941 года получил назначение в 25-ю армию, с которой принял участие в боевых действиях в Малайзии и Сингапуре.
В 1943—1944 годах Сосаку Судзуки занимал различные административные посты, пока, наконец, не стал командующим 35-й армией, которая во второй половине 1944 года понесла огромные потери в ходе сражения за остров Лейте. В марте 1945 года, когда Союзники высадились на острове Себу, где находилась штаб-квартира 35-й армии, японские войска были вынуждены отступить, а затем попытались эвакуироваться на остров Минданао. Сосаку Судзуки погиб во время переправы, когда лодка, в которой он плыл, была уничтожена атакой с воздуха. Посмертно ему было присвоено звание генерала.